# Auto des Jahres
Auto des Jahres, englisch Car of the Year (kurz COTY), ist ein seit den 1950er Jahren von Journalisten verwendeter Begriff und eine spätere jährliche Auszeichnung für das beste Automobil. In der Regel vergibt eine Jury aus Journalisten eine solche Auszeichnung.

## Weltweit

### World Car Awards
Die Auszeichnung World Car of the Year, deutsch Auto des Jahres, französisch Prix mondial de la Voiture de l’année ist auf den Weltmarkt ausgerichtet. Sie wurde im Februar 2005 zum ersten Mal vergeben. Etwa 100 Journalisten aus rund 30 Staaten bewerten dazu Automobile, die auf mindestens zwei Kontinenten verkauft werden. Später wurden auch Auszeichnungen in den Kategorien Performance Car, Green Car und Car Design eingeführt. In den Kategorien Green Car und Car Design treffen besondere Experten eine Vorauswahl. Zu den langjährig leitenden Beteiligten, welche die Jury berufen, zählen u. a. die Journalisten Gerry Malloy und Jens Meiners. Die weiteren in Deutschland ansässigen und publizierenden Juroren sind Thomas Geiger, Christian Brinkmann, Stefan Grundhoff, Yoshihiro Kimura, Greg Kable und Bernd Conrad. Frankreich ist durch drei Journalisten vertreten, Österreich durch Stephan Schätzl und die Schweiz nicht. Die meisten Juroren sind in Großbritannien, Nordamerika und Asien ansässig.
Bisherige Gewinner
| Jahr | World Car of the Year  | World Performance Car   | World Green Car / World Electric Vehicle | World Car Design of the Year | World Luxury Car             | World Urban Car    |
| ---- | ---------------------- | ----------------------- | ---------------------------------------- | ---------------------------- | ---------------------------- | ------------------ |
| 2005 | Audi A6                |                         |                                          |                              |                              |                    |
| 2006 | BMW 3er                | Porsche Cayman S        | Honda Civic Hybrid                       | Citroën C4                   | /                            |                    |
| 2007 | Lexus LS 460           | Audi RS4                | Mercedes-Benz E 320 Bluetec              | Audi TT                      | /                            |                    |
| 2008 | Mazda2                 | Audi R8                 | BMW 118d mit EfficientDynamics           | Audi R8                      | /                            |                    |
| 2009 | VW Golf VI             | Nissan GT-R             | Honda FCX Clarity                        | Fiat 500                     | /                            |                    |
| 2010 | VW Polo V              | Audi R8 V10             | Volkswagen BlueMotion                    | Chevrolet Camaro             | /                            |                    |
| 2011 | Nissan Leaf            | Ferrari 458 Italia      | Chevrolet Volt                           | Aston Martin Rapide          | /                            |                    |
| 2012 | VW Up!                 | Porsche 911             | Mercedes-Benz S250 CDI BlueEfficiency    | Range Rover Evoque           | /                            |                    |
| 2013 | VW Golf VII            | Porsche Boxster/Cayman  | Tesla Model S                            | Jaguar F-Type                |                              |                    |
| 2014 | Audi A3                | Porsche 911 GT3         | BMW i3                                   | BMW i3                       | Mercedes-Benz S-Klasse       |                    |
| 2015 | Mercedes-Benz C-Klasse | Mercedes-AMG GT         | BMW i8                                   | Citroën C4 Cactus            | Mercedes-Benz S-Klasse Coupe |                    |
| 2016 | Mazda MX-5             | Audi R8 Coupé           | Toyota Mirai                             | Mazda MX-5                   | BMW 7er                      |                    |
| 2017 | Jaguar F-Pace          | Porsche Boxster Cayman  | Toyota Prius Prime                       | Jaguar F-Pace                | Mercedes-Benz E-Klasse       | BMW i3             |
| 2018 | Volvo XC60             | BMW M5                  | Nissan LEAF                              | Range Rover Velar            | Audi A8                      | Volkswagen Polo    |
| 2019 | Jaguar I-Pace          | McLaren 720S            | Jaguar I-Pace                            | Jaguar I-Pace                | Audi A7                      | Suzuki Jimny       |
| 2020 | Kia Telluride          | Porsche Taycan          |                                          | Mazda3                       | Porsche Taycan               | Kia Soul EV        |
| 2021 | Volkswagen ID.4        | Porsche 911 Turbo       |                                          | Land Rover Defender          | Mercedes-Benz S-Klasse       | Honda e            |
| 2022 | Hyundai Ioniq 5        | Audi e-tron GT          | Hyundai Ioniq 5                          | Hyundai Ioniq 5              | Mercedes-Benz EQS            | Toyota Yaris Cross |
| 2023 | Hyundai Ioniq 6        | Kia EV6 GT              | Hyundai Ioniq 6                          | Hyundai Ioniq 6              | Lucid Air                    | Citroën C3         |
| 2024 | Kia EV9                | Hyundai Ioniq 5 N       | Kia EV9                                  | Toyota Prius                 | BMW G60                      | Volvo EX30         |
| 2025 | Kia EV3                | Porsche 992 Carrera GTS | Kia EV3                                  | VW ID. Buzz                  | Volvo EX90                   | BYD Seagull        |

### Women’s Worldwide Car of the Year
Seit 2011 wird die Auszeichnung Women’s Worldwide Car of the Year vergeben. Die Jury besteht ausschließlich aus Journalistinnen. 

## Asien und Australien

### Wheels Car of the Year
Das 1953 gegründete australische Fachmagazin Wheels vergibt durch eine Jury ermittelte Bewertungen seit 1963 die Auszeichnung Car of the Year für in Australien produziertes Fahrzeug und seit 1977 auch für importierte Fahrzeugmodelle.

### Australia’s Best Cars
Die sieben größten Automobilclubs in Australien (NRMA, RACV, RACQ, RAA, RAC, RACT und AANT) wählen jährlich seit dem Jahr 2000 in 15 verschiedenen Kategorien Australia’s Best Cars.
2013 wurden folgende Fahrzeuge ausgezeichnet:
- Best light car: Renault Clio TCe 120 Expression
- Best small car unter 35.000 $A: Hyundai i30 Active
- Best small car über 35.000 $A: Audi A3 1.4 TFSI Sportback COD
- Best medium car unter 50.000 $A: Mazda6 Touring Sedan
- Best medium car über 50.000 $A: BMW 320i
- Best large car unter 50.000 $A: Holden Commodore
- Best large car über 50.000 $A: Lexus GS350 F Sport
- People mover: Hyundai iMax CRDi
- Best sports car unter 50.000 $A: VW Golf VII GTI
- Best sports car zwischen 50.000 und 100.000 $A: BMW M135i
- Best SUV unter 45.000 $A: Subaru Forester 2.5i
- Best SUV zwischen 45.000 und 65.000 $A: Hyundai Santa Fe Highlander
- Best luxury SUV über 65.000 $A: Volkswagen Touareg V6 TDI
- Best all terrain 4WD unter 100.000 $A: Land Rover Discovery 4 TDV6
- Best light 4x4 dual-cab ute (Pickup): Ford Ranger XL

### Car of the Year Japan

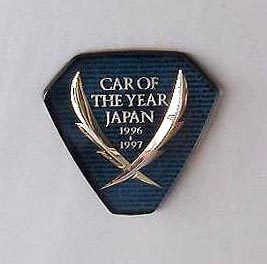
Emblem der Auszeichnung Japan Car of the Year

Die seit 1980 bestehende jährliche Auszeichnung Car of the Year Japan beziehungsweise Japan Car of the Year (JCOTY) wird von Fachjournalisten für japanische Fahrzeuge. Mit der Kategorie Japan Import Car of the Year werden auch die importierten Fahrzeuge aus anderen Ländern ausgezeichnet.
Im Jahre 2013 wurde erstmals ein ausländisches Fahrzeug mit dem Titel „Car of the Year Japan“ ausgezeichnet. Es handelt sich um den VW Golf.

### RJC Car of the Year
Seit 1992 vergibt die Automotive Researchers’ and Journalists’ Conference of Japan (RJC) auch jährlich die Auszeichnung Car of the Year für japanische Modelle und seit 2001 auch für importierte Modelle als Import Car of the Year.

### Korean Car of the Year
Fachjournalisten der Korea Automobile Journalists Association (KAJA) vergeben jährlich die Auszeichnung Korean Car of the Year. Dabei werden aus über 60 inländischen und importierten Fahrzeuge rund 16 Finalisten ausgesucht.

## Europa

### Car of the Year / Auto des Jahres

Logo des Auto des Jahres (Europa)

Die Auszeichnung wird von sieben europäischen Zeitschriften organisiert und seit Herbst 1963 jährlich an eines der jeweils neu erschienenen Automobile vergeben.
Zur Wahl stehen die Automobile, die innerhalb der letzten zwölf Monate neu in den Markt eingeführt worden sind. Die Wahl wird von einer Jury aus 58 Journalisten aus 22 europäischen Ländern getroffen (Stand: 2016). Deutschland, Frankreich, Großbritannien, Italien und Spanien sind in der Jury stärker vertreten als die übrigen Länder. Jedes Jurymitglied hat 25 Stimmen zur Verfügung, von denen es maximal 10 für ein einzelnes Automobil vergeben kann. Technische Innovationen und ein günstiges Preis-Leistungs-Verhältnis sollen besonders wichtige Kriterien sein. Zu den Gründern der Auszeichnung gehört das deutsche Wochenmagazin Stern.

### Cabrio of the Year
Von 1994 bis mindestens 2007 wurde im Rahmen des Genfer Auto-Salons mit dem Cabrio of the Year eine Auto-des-Jahres-Auszeichnung speziell für Cabriolets vergeben. Dieser stand jedoch nicht mit der Auszeichnung European Car of the Year (Autos des Jahres) in Verbindung.

### Das Goldene Lenkrad
Seit 1976 vergibt die deutsche Boulevardzeitung Bild am Sonntag (seit 2009 in Kooperation mit Auto Bild) die jährliche Auszeichnung Das Goldene Lenkrad. Die Vergabe der Auszeichnung obliegt dabei nicht in der Bewertung durch Journalisten oder Lesern, sondern wird Fachleuten, Rennfahrern und prominenten Autofahrern überlassen, die in zweitägigen Testfahrten eine Bewertung vornehmen. Die britische Schwesterzeitschrift Auto Express publiziert ebenfalls eine eigene Auszeichnung.

### Der Gelbe Engel
Der deutsche Automobilclub ADAC vergab in den Jahren 2004 bis 2014 in verschiedenen Kategorien den Auto-Preis „Gelber Engel“.
- Kategorie: Familienauto (Modellreihe); besteht seit 2012 und basiert überwiegend auf den Einzelkriterien „Kindersicherheit“, „Sitzplätze“ und „Kofferraumvolumen“ der ADAC Autotests mit einem Zielgruppen-Check.
- Kategorie: Stadtauto (bestimmtes Modell); basiert überwiegend auf den Einzelkriterien „Übersichtlichkeit und Rundumsicht“, „CO2-Ausstoß“ in der Stadt auf Basis des eigenen EcoTests, sowie „Fahrzeuglänge“ und „Fahrzeugbreite“.
- Kategorie: Reiselimousine (bestimmtes Modell); basiert überwiegend auf den Einzelkriterien „Reichweite“, „Lade- oder Tankzeit“ und „Federungskomfort“. Fahrzeuge mit einem Verkaufspreis über 50.000 Euro oder einem CO2-Ausstoß von über 130 g/km werden nicht ausgezeichnet.
- Kategorie: Eco-Auto (bestimmtes Modell); basiert auf dem eigenen ADAC-EcoTest und prämiert Fahrzeuge mit dem niedrigsten Schadstoffausstoß.
- Kategorie: Qualität (Modellreihe); basierend auf der seit 1977 bestehende ADAC-Pannenstatistik. Nicht berücksichtigt werden Fahrzeuge der Modellreihen die älter als sechs Jahre sind und die innerhalb von drei Jahren nicht einmal im Jahr mindestens 10.000 Neuzulassungen erreichten.
- Kategorie: Lieblingsauto (Modellreihe); Nach einer Vorauswahl anhand der Daten des ADAC Kundenbarometers (eine repräsentative Online-Befragung von über 20.000 Autofahrern in Deutschland) können ausschließlich ADAC-Mitglieder sich an der jährlichen Abstimmung beteiligen und aus zehn Modellreihen das beliebteste Auto wählen.
- Kategorie: Marke, Markenbewertung seit 2001, basierend auf der Dezember-Auswertung des ADAC-AutoMarxX (ADAC-Pannenstatistik und der Clubzeitschrift-Befragungen). Marken ohne eine ausreichende Marktrelevanz in Deutschland werden nicht berücksichtigt.
- Kategorie: Innovation und Umwelt; Vergabe an serienreife Innovationen, beispielsweise für moderne Spritspartechniken und Antriebs- und Sicherheitssysteme an Institutionen, Verbände oder Unternehmen. Ermittelt durch eine Jury, bestehend aus den Präsidenten des Automobilverbandes VDA, des Präsidenten der Deutschen Akademie der Technikwissenschaften (acatech), des Vorsitzenden der Nationalen Plattform Elektromobilität (NPE), des Präsidenten des Zentralverbands Deutsches Kraftfahrzeuggewerbe (ZDK), sowie der ADAC-Präsident und die beiden ADAC-Vizepräsidenten für Technik und Verkehr.
- Kategorie: Persönlichkeit; Vergabe seit 2005 durch das ADAC-Präsidium an eine herausragende Persönlichkeit aus dem Bereich Verkehr, Mobilität oder Automobil. Darunter wurden bisher die Vorstandsvorsitzenden mehrerer deutscher Automobilproduzenten geehrt.

Am 18. Januar 2014 trat der Kommunikationschef des ADAC und Chefredakteur der Mitgliederzeitung ADAC Motorwelt, Michael Ramstetter, wegen Manipulationsvorwürfen bei der Vergabe des Autopreises zurück. Danach soll es bei dem am 16. Januar 2014 ausgezeichneten Lieblingsauto VW Golf nach Angaben der Süddeutschen Zeitung nur 3.409 Stimmen statt der in einem ADAC-Dokument genannten 34.299 Stimmen gegeben haben. Laut ADAC soll Ramstetter die Stimmzahlen vervielfacht, die Rangfolge der Gewinner jedoch nicht verändert haben. Am 22. Januar 2014 wurde durch den damaligen ADAC-Präsidenten Peter Meyer bekannt, dass der Autopreis in Zukunft nicht mehr vergeben werde.

### Irish Car of the Year
In Irland wird jährlich seit 1978 von der Irish Motoring Writers Association (IMWA) die Auszeichnung Irish Car of the Year vergeben.

## Nordamerika

### North American Car of the Year (NACOTY)

Die Logos des „Auto des Jahres“ und „Truck des Jahres in Nordamerika“

Die Fahrzeugauszeichnung, North American Car of the Year, wird seit 1994 jährlich Anfang Januar auf der North American International Auto Show in Detroit vergeben. Etwa 50 Automobiljournalisten aus den USA und Kanada nominieren in einem ersten Schritt verschiedene Fahrzeuge und Trucks. In einem zweiten Schritt wird ein Fahrzeug aus der jeweiligen Klasse gekürt. Dabei bewerten die Journalisten, die für Zeitschriften, Fernsehen und Radio arbeiten, Innovation, Design, Sicherheit, Handhabung und Preis.

### International Car of the Year (ICOTY)
Die Auszeichnung International Car of the Year (ICOTY) entstand im Januar 1997 ebenfalls auf der North American International Auto Show in Detroit. Das US-amerikanische Fachmagazin Road & Travel Magazine vergibt seitdem den Preis an neue Fahrzeuge die in den USA verkauft werden und bewertet dabei nach zehn Bewertungskriterien nicht die Motorleistungen oder das Fahrverhalten, sondern die Persönlichkeit, Stil und die emotionale Bindung zwischen Kunde und Fahrzeug.
2014 wurden folgende Fahrzeuge ausgezeichnet:
- Car of the year: Kia Cadenza
- Truck of Year: Chevrolet Silverado
- Earth, Wind & Power Car of the Year: Toyota Corolla
- Earth, Wind & Power Truck of the Year: Audi Q5

2013 wurden folgende Fahrzeuge ausgezeichnet:
- Car of the year: Kia Optima
- Truck of Year: Ford C-MAX
- Earth, Wind & Power Car of the Year: Dodge Dart (2013)
- Earth, Wind & Power Truck of the Year: Volvo XC60

### Canadian Car of the Year (CCOTY)
Die Auszeichnung wird seit 1985 jährlich von der Automobile Journalists Association of Canada (AJAC) für verschiedene Kategorien vergeben. Fachjournalisten testen in verschiedenen Teams jedes Jahr bis zu 180 Fahrzeugmodelle nach 21 separaten Beurteilungsparametern, darunter Beschleunigen, Bremsen, Fahrdynamik, Wendigkeit, Sicherheit und Kofferraumvolumen sowie nach Modell auch Offroad-Tauglichkeit. Dabei werden Punkte von 0 bis 10 in eine Rating-Skala zusammengefasst. Die Bewertungen erfolgen durch geheime Abstimmung und werden vertraulich durch die internationale Wirtschaftsprüfungsgesellschaft KPMG ausgewertet.
2013 wurden folgende Fahrzeuge prämiert:
Car of the year: Honda Accord Sedan
Utility Vehicule of the year: Hyundai Santa Fe Sport 2.0T
Best New City Car: Ford Focus EV (Ford Focus Electric)
Best New Small Car (Fahrzeugpreis unter 21.000 Dollar): Mazda 3 Skyactiv Sedan
Best New Small Car (Fahrzeugpreis über 21.000 Dollar): Hyundai Elantra GT; in Europa: Hyundai i30 (GD)
Best New Family Car (Fahrzeugpreis unter 30.000 Dollar): Honda Accord Sedan
Best New Family Car (Fahrzeugpreis über 30.000 Dollar): Ford Fusion Hybrid
Best New Luxury Car: Cadillac ATS
Best New Prestige / Performance Car: Porsche 911 Carrera S
Best New Sports / Performance Car (Fahrzeugpreis unter 50.000 Dollar): Ford Focus ST
Best New Sports / Performance Car (Fahrzeugpreis über 50.000 Dollar): Porsche Boxster
Best New SUV / CUV (Fahrzeugpreis unter 35.000 Dollar): Ford Escape 1.6L EcoBoost
Best New SUV / CUV (Fahrzeugpreis von 35.000 bis 60.000 Dollar): Hyundai Santa Fe Sport 2.0T
Best New Technology: General Motors: Front Centre Airbag (vordere Seitenairbags)
Best New Design: Porsche 911 Carrera S